# Aaron Kitchell
Aaron Kitchell, född 10 juli 1744 i Morris County, New Jersey, död 25 juni 1820 i Morris County, New Jersey, var en amerikansk politiker (demokrat-republikan). Han representerade delstaten New Jersey i båda kamrarna av USA:s kongress, först i representanthuset 1791-1793, 1795-1797 samt 1799-1801 och sedan i senaten 1805-1809.
Kitchell, en smed, var för första gången ledamot av USA:s representanthus i USA:s andra kongress. Han kom tillbaka till representanthuset i januari 1795 efter att kongressledamoten Abraham Clark hade avlidit i ämbetet. Clark, som var en av undertecknarna av USA:s självständighetsförklaring, hade dött av värmeslag i september 1794. Kitchell var kongressledamot ännu i USA:s fjärde och sjätte kongress.
Kitchell efterträdde 1805 Jonathan Dayton som senator för New Jersey. Han avgick 1809 och efterträddes av John Condit.